# Vratička

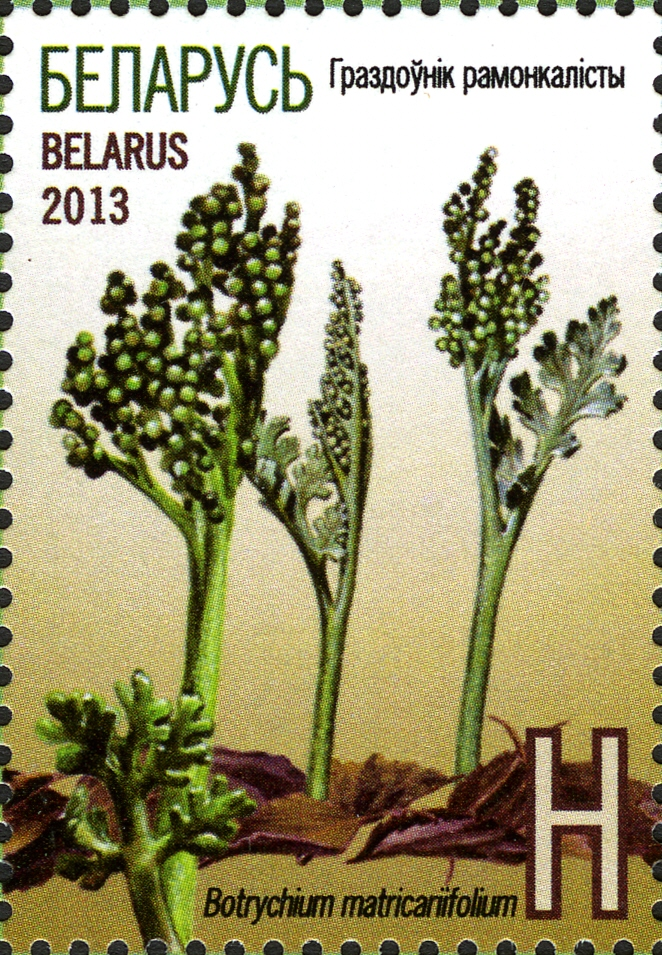
Vratička heřmánkolistá na běloruské poštovní známce

Vratička (Botrychium) je rod kapradin z čeledi hadilkovité. Jsou to drobné pozemní kapradiny s listem rozčleněným na sterilní a fertilní část. Gametofyt je nezelený, podzemní a dlouhověký. Rostliny jsou závislé na symbióze s mykorhizní houbou. Rod zahrnuje asi 63 druhů a je rozšířen téměř po celém světě, zejména v horách a severských oblastech. V České republice se vyskytují 3 druhy, nejběžnější je vratička měsíční.
Vratičky jsou vývojově staré kapradiny, vzhledem k jejich subtilnímu vzrůstu však téměř zcela chybějí fosilní doklady.

## Popis
Vratičky jsou drobné pozemní kapradiny s krátkým, vzpřímeným oddenkem. Cévní svazky v oddenku jsou typu diktyostélé. Kořeny jsou nažloutlé až černé, 0,5 až 2 mm tlusté, někdy větvené. Listy jsou rozdělené na sterilní a fertilní část a spočívají na dlouhé, dužnaté stopce. Na rozdíl od převážné většiny ostatních kapradin nemají listy circinátní vernaci. Sterilní část listu je laločnatá až jednoduše či vícenásobně zpeřená nebo řidčeji celistvá, s vidličnatou žilnatinou. Fertilní část (sporofor) je jednoduše až trojnásobně zpeřeně členěná a nese velká, přisedlá nebo krátce stopkatá, kulovitá sporangia uspořádaná ve 2 řadách na zpeřených větvích sporoforu. Sporangia pukají 2 chlopněmi. Gametofyt je nezelený, široce vejcovitého tvaru, pokrytý rhizoidy.

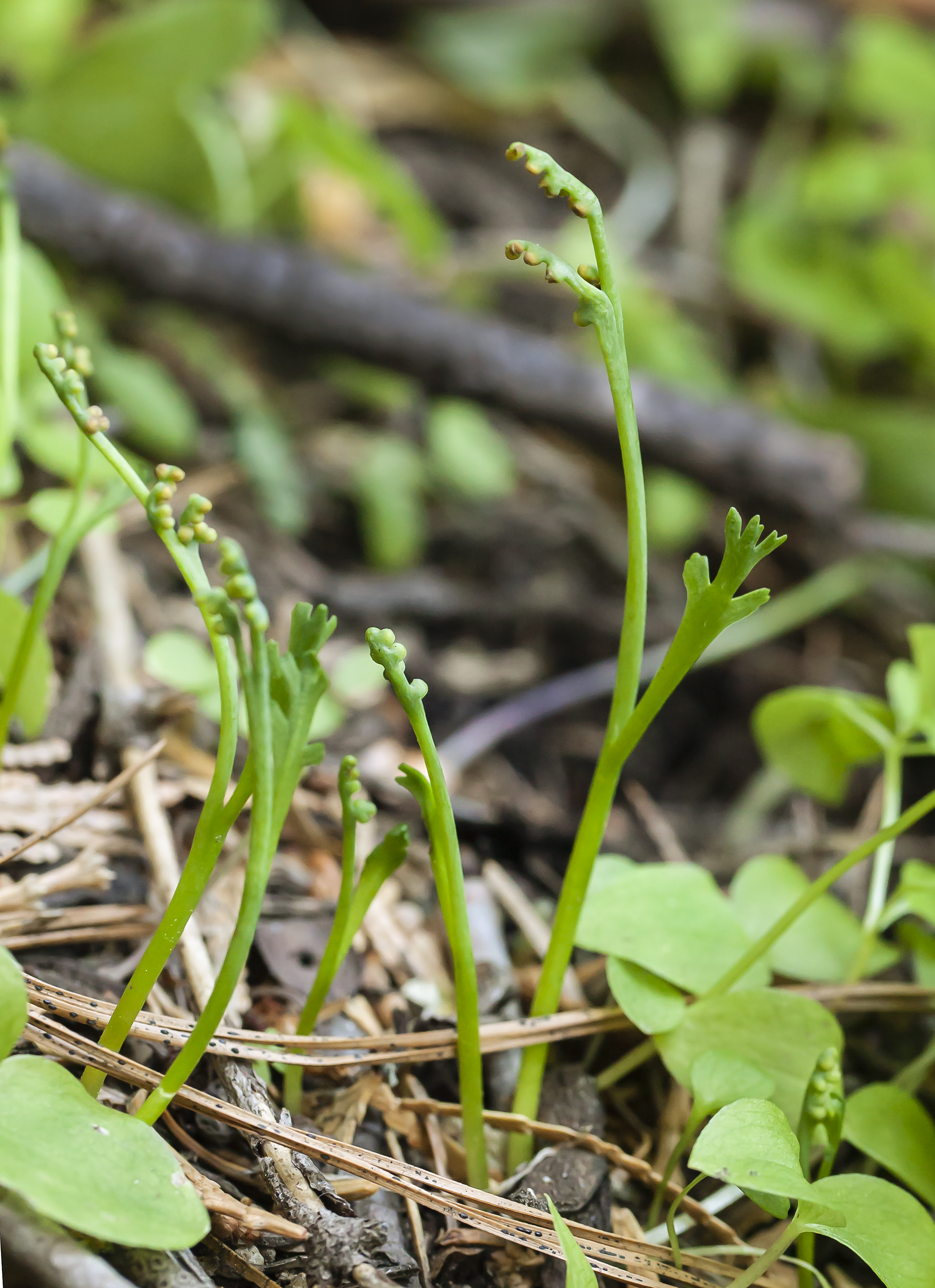
Drobný druh B. montanum
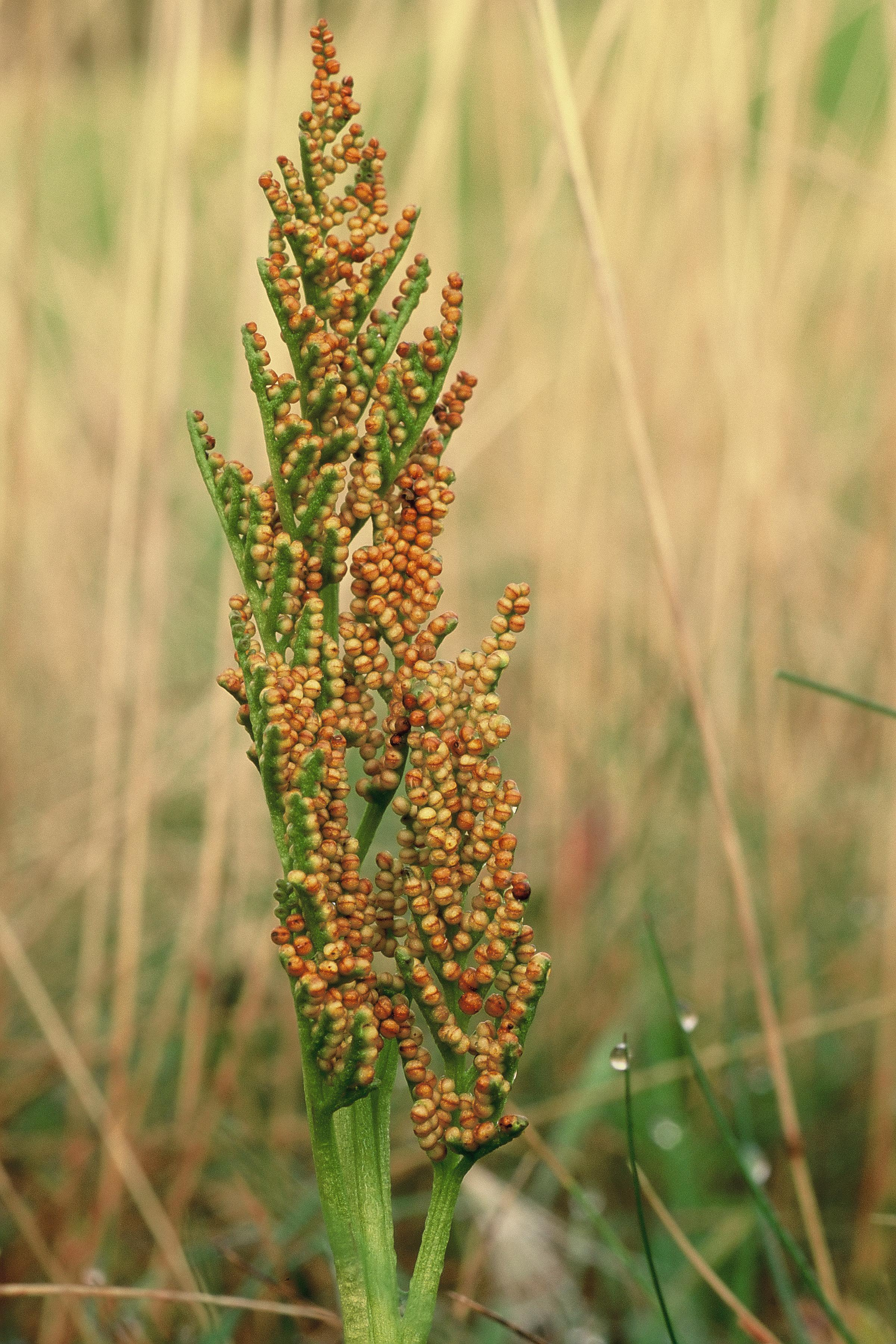
Fertilní část listu vratičky mnohodílné
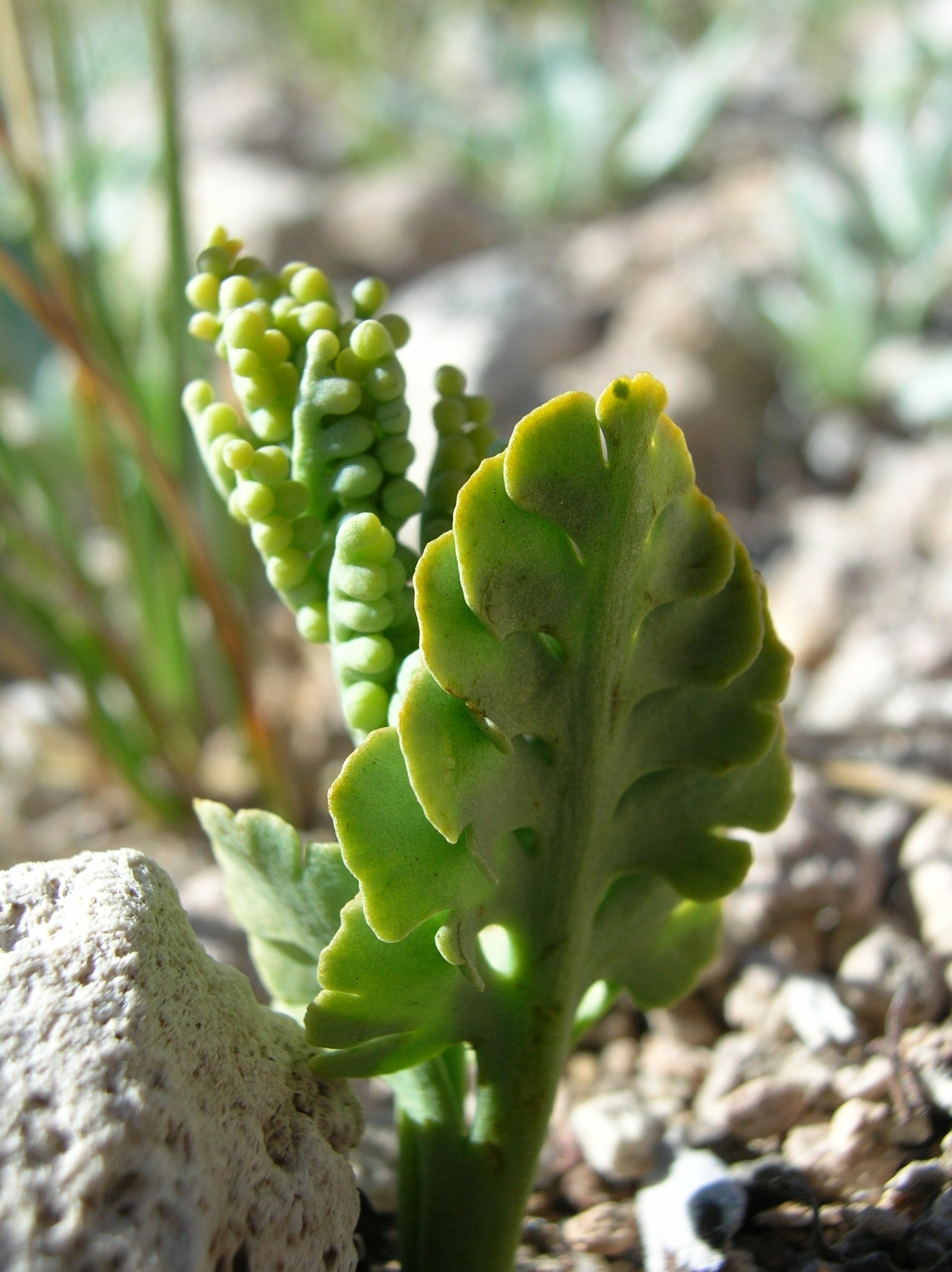
Horský druh B. pumicola, endemit Oregonu
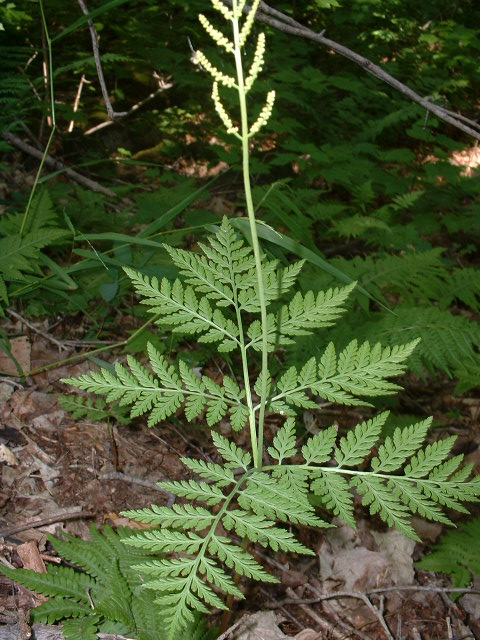
Vratička virginská

## Rozšíření
Rod vratička zahrnuje asi 63 druhů a je rozšířen po celém světě. Největší počet druhů roste v severských oblastech a ve vyšších horských polohách, a to zejména v Severní Americe, odkud je uváděno okolo 30 druhů. Rozsáhlý areál má vratička měsíční, která se vyskytuje v Evropě, Asii, Severní Americe, jihu Jižní Ameriky, Austrálii a Tichomořských ostrovech. Některé druhy mají obtočnový areál, např. vratička mnohoklaná.
V České republice rostou v současné době 3 druhy. Nejrozšířenější je vratička měsíční, která se roztroušeně vyskytuje od nížiny do hor. Vratička mnohoklaná se vyskytuje vzácně až roztroušeně ve středních až vyšších polohách. Nejvzácnějším druhem je vratička heřmánkolistá. V minulosti se v ČR vyskytovala i vratička jednoduchá, naposledy byla nalezena koncem 19. století a v současnosti je v Čechách považována za vyhynulý druh.
V rámci celé Evropy se vyskytuje celkem 7 druhů vratiček. Nejběžnějším druhem je vratička měsíční, která se vyskytuje ve všech evropských zemích s výjimkou Portugalska. Podobně rozsáhlé rozšíření mají i podstatně vzácnější druhy vratička heřmánkolistá a vratička mnohoklaná. Velmi vzácný druh vratička jednoduchá je v Evropě rozšířen v širokém pásu sahajícím od Skandinávie a severního Ruska po Pyrenejský poloostrov a Itálii. Vratička virginská se vyskytuje ve střední, severní a východní Evropě a roste i ve všech okolních zemích s výjimkou Slovenska. Botrychium boreale je severský druh, rozšířený ve Skandinávii, Islandu, a severním Rusku. Botrychium lanceolatum se navíc mimo těchto severských zemí vyskytuje také v Alpách.
Vratičky rostou nejčastěji na otevřených a dobře odvodněných stanovištích, jako jsou subalpínské a alpínské louky, louky při mořském pobřeží, pole ap. Často vyhledávají narušená stanoviště a vyskytují se např. podél cest, na starých odvalech po těžbě a podobně. Menšina druhů roste v podrostu lesů.

## Životní cyklus a ekologické interakce
Spory, vypadávající ze zralých sporangií, se šíří prostřednictvím větru či zvířat. Klíčí ve tmě pod povrchem půdy. Pro další růst musí být gametofyt po vyklíčení spory infikován symbiotickou mykorhizní houbou, jíž je nejčastěji rod Glomus. Mykorhiza je arbuskulárního typu a rostlině usnadňuje příjem vody a živin. Gametofyt je nezelený a je na výživě houbou zcela závislý. Na jeho horním povrchu se vytvářejí archegonia a antheridia. V antheridiích se vytvářejí pohyblivé spermatozoidy, které se volně pohybují a oplodňují archegonium. Často dochází k samooplození v rámci jednoho gametofytu. Z oplozeného embrya se vyvíjí sporofyt. Ten je zprvu nezelený a závislý na mykorhize a
až po několika letech se rostlina objevuje na povrchu. Některé druhy se také rozmnožují vegetativně, tvorbou rozmnožovacích tělísek (gem) tvořících se na podzemním stonku.

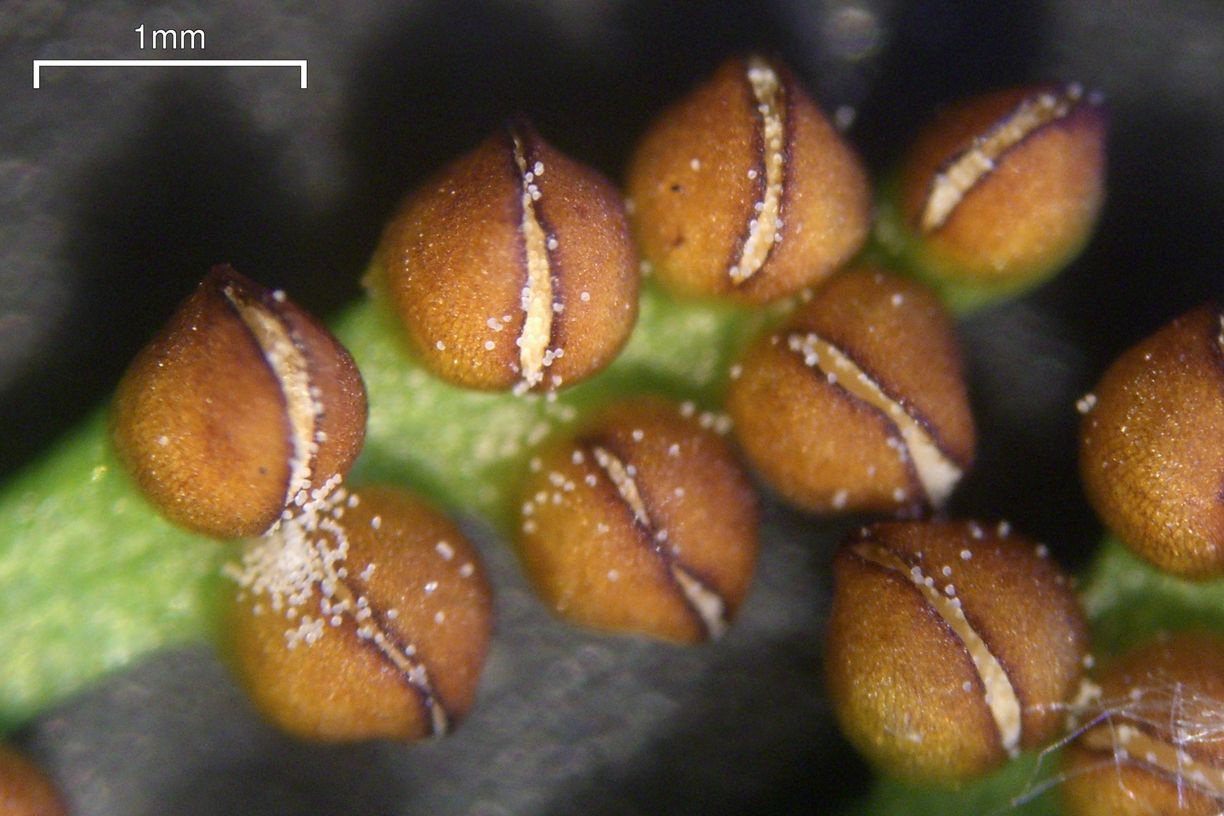
Detail výtrusnic vratičky Botrychium pinnatum
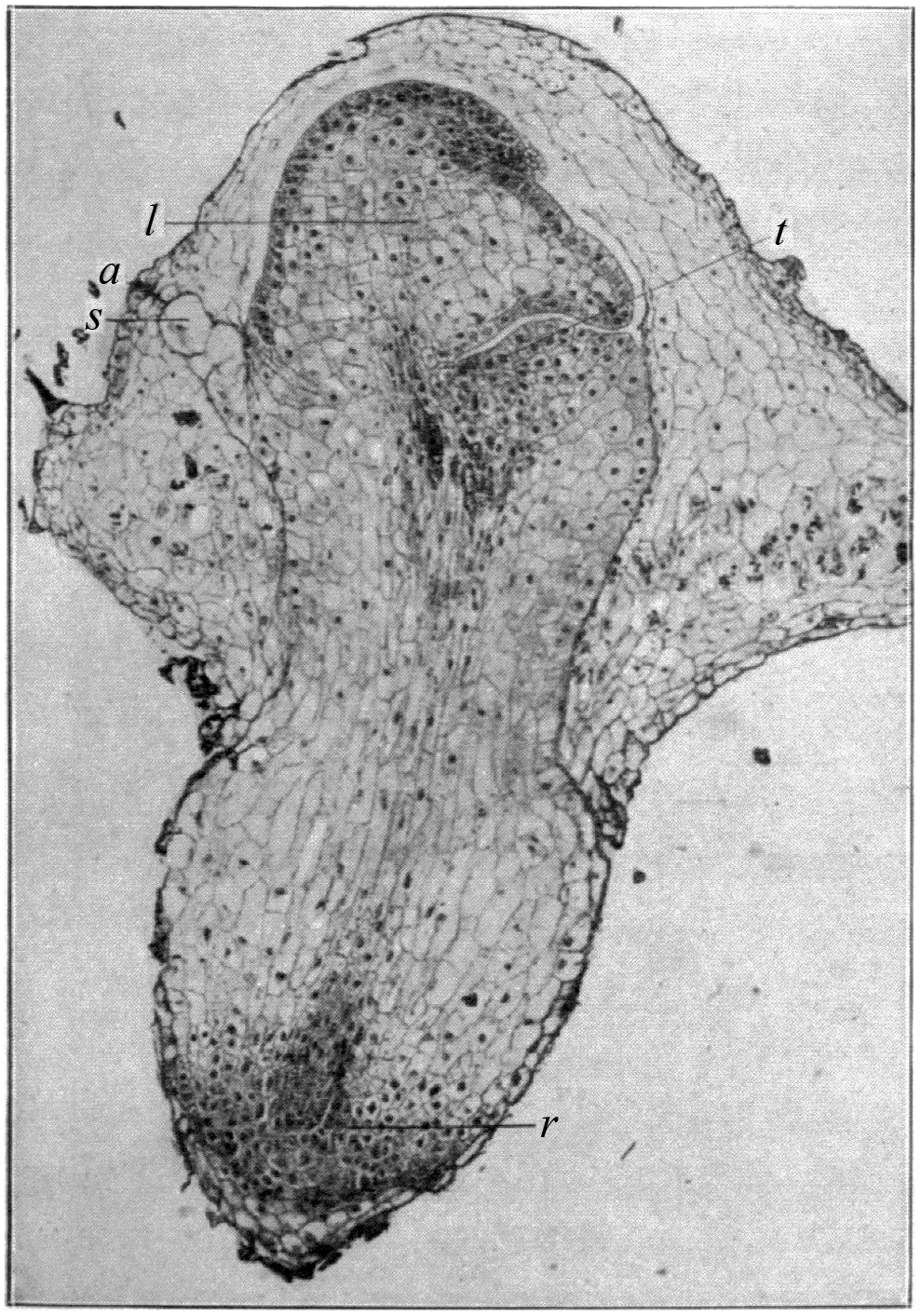
Gametofyt vratičky Botrychium dissectum

## Taxonomie
V současné taxonomii převládá[zdroj⁠?!] širší pojetí rodu Botrychium; v užším pojetí jsou některé druhy oddělovány do samostatných rodů Sceptridium, Botrypus a Japanobotrychium.
Některé druhy vratiček jsou jen obtížně identifikovatelné, neboť jsou morfologicky velmi proměnlivé a navíc mají vzhledem k jednoduché stavbě jen málo rozlišovacích znaků. Jsou také v terénu dosti nenápadné a často jsou proto přehlíženy.

## Prehistorie
Vratičky jsou vývojově velmi staré kapradiny, vzhledem ke své subtilní konstituci však téměř zcela chybějí ve fosilním záznamu. Nejstarší známou fosílií je druh †Botrychium wightonii, nalezený v Albertě. Vzorek pochází z paleocénu a je starý jen asi 62 miliónů let.

## Zástupci
- vratička heřmánkolistá (Botrychium matricariifolium)
- vratička jednoduchá (Botrychium simplex)
- vratička měsíční (Botrychium lunaria)
- vratička mnohoklaná (Botrychium multifidum, syn. Sceptridium multifidum)
- vratička virginská (Botrychium virginianum)